# New York City Breakers
New York City Breakers est un groupe de break dance new-yorkais (originaire du Bronx) fondé au début des années 1980 par le manager Michael Holman (en). Précurseurs du break dance dans le mouvement hip-hop, avec leurs rivaux du Rock Steady Crew, ils ont été un des groupes de danse break dance les plus connus de leur époque. Ils notamment ont participé à l'émergence de cette discipline dans la culture populaire en participant à des événements très médiatisés comme la cérémonie de clôture des jeux olympiques de Los Angeles en 1984, des publicités télévisées et les festivités d'investiture de Ronald Reagan.

## Histoire
Les New York City Breakers est un groupe de break danse originaire du quartier de Kingsbridge dans le Bronx, initialement connu sous le nom « Floor Masters ».

## Membres
Membres fondateurs
- Chino « Action » Lopez
- Noel « Kid Nice » Mangual
- Matthew « Glide Master » Caban
- Tony « Powerful Pexster » Lopez
- Ray « Lil Lep » Ramos

Autres membres
- Bobby « Flip Rock » Potts
- Dennis« Kid Romance » Deleon
- Tony « Mr. Wave » Draughon aka Tony Wesley
- Corey  « Icey Ice » Montalvo
- London « B-Boy London » Reyes
- Alex « Lil Alex » Roman
- Mitchell « Speedy Dee » Martinez
- Takahiro « ENGIN#9 » Fujita